# 矢田弘
矢田 弘（やだ ひろし、1964年 - ）は大阪府堺市出身の特殊メイクアーティスト。2013年9月、テレビ向けに製作された映画『恋するリベラーチェ』でマット・デイモンの演じる役の顔が整形で変化した様子を表現し、エミー賞の特殊メーキャップ賞を受賞した。

## 経歴
- 1989年：単身渡米。その後メーキャップスクールに通い、卒業
- 1995年：SMGエフェクト入社
- 1999年：シノベーション入社

## 作品
- グリンチ
- PLANET OF THE APES 猿の惑星
- メン・イン・ブラック2